# S〔エス〕—君と、彼女と、運命と
『S〔エス〕 －君と、彼女と、運命と』（エス きみとかのじょとうんめいと）は、南部ゼロイチによる日本のSFラブコメ漫画作品。コミックスマートが運営するウェブコミック配信サイト『GANMA!』において、2016年7月25日から2022年5月1日まで、隔週日曜日更新で連載された。2017年にTOブックスから単行本1・2巻が刊行され、2022年にはCAMPFIREを利用したクラウドファンディングにて全7巻が制作された。また、『GANMA!』において、2018年12月23日から2019年2月17日まで杉村隆一によるノベル版が連載されていた。
インプラント情報端末を利用した仮想空間がSNSの主流となった近未来において、コンピュータウイルスに翻弄される高校生男女の恋愛を描く。

## あらすじ
インプラント情報端末「epo-C」に搭載された仮想空間コミュニケーション機能・SシステムがSNSとして普及し、性交渉を含めたコミュニケーションの在り方が様変わりした2045年(皇紀2705年)、宙生駆は幼馴染の紬汐里を彼女とし、表向きは友人に恋愛の達人のように振る舞っていた。しかし汐里と交際2年目でありながら、未だにSシステム上でも現実でも性的関係が進展しないダブル童貞のままであった。他方、駆の友人が好意を寄せる生徒会長・榊英恵は2045年9月13日に「NOIR」と名乗る差出人から「運命の相手」を知らせるメールを受け取る。

## 登場人物

### 主要人物
宙生 駆（そらお かける）
本作の主人公。東帝大学付属高校2年。17歳。帰宅部。
幼稚園以来の幼馴染である紬汐里を彼女としていた為、表向きは友人に恋愛の達人のように振る舞っている。しかし汐里や自身が奥手なこともあり、交際2年目でありながら、未だにSXも現実での性的経験もないダブル童貞である。見栄っ張りでドヤ顔で友人や後輩に恋愛指南をしているが、実践的な女性との接し方に疎く、英恵から「嘘つきチェリー君」と呼ばれたことがある。またスケベな妄想が多く、母の千歳から「歩く煩悩」と呼ばれ、人望も薄い。
自身の「epo-C」がコンピュータウイルスのEgg-45ウイルスに感染、ウイルスに生殺与奪を握られたことで、18歳の誕生日までに「運命の相手」と現実で性交渉しない限り、死ぬ運命にある。
両親が「epo-C」関連の研究者である。自身も理系なため、アプリの自主制作ができ、「THE・透イチ」というアプリを開発した。
紬 汐里（つむぎ しおり）
本作ヒロインの1人。東帝大学付属高校2年。16歳。陸上部。
駆の幼稚園以来の幼馴染で、連載開始時点での彼女。交際2年目であるが奥手で、駆と付き合う前は恋愛経験がないこともあり、現実でもSシステム上でも進展がない。駆の良き理解者。高校2年では駆とクラスが別である。
足が速い。脳筋なところがある。
宙生一家とは付き合いがあり、駆の母である千歳からは大事にされている。
榊 英恵（さかき はなえ）
本作ヒロインの1人。東帝大学付属高校2年。16歳。生徒会長。
品行方正な淑女といった容貌を持つ。真面目な性格で毒舌家でもあり、駆に対しては遠慮がない。また、駆からは「魔乳」とも呼ばれている。駆含め、作中では「会長」と呼ばれることが多い。
恋愛経験がなく、身持ちが固い。
都市伝説好きである。
主要人物の中で唯一、ノベル版で登場しない。
2045年9月13日に「NOIR」と名乗る差出人からもらったメールが来て以降、駆との接点が増える。作品の途中から駆に好意を抱く様になり、第116〜117話からは駆と交際関係になる。
左手 沙愛ん（ひだりて さららん）
本作ヒロインの1人。東帝大学付属中等部1年。13歳。帰宅部。
左手宇宙ス、禍王スの妹。宇宙スを尊敬している。
「駆の運命の相手」を自称する。駆の事を嫌う反面、強い好意を抱いている。
とある事情から、16歳未満のepo-C利用者に適用されるSX制限が解除されている。
「じゃがりちょ」というお菓子が好きである。
汐里とは面識がある。

### 東帝大学附属高校
瀬尾 敬司（せのお けいじ）
東帝大学附属高校2年。17歳。生徒会執行部体育委員長。
駆のクラスメイトで友人。汐里同様に脳筋で、駆同様にスケベである。駆の恋愛指南を真に受けている。
瑞希からは「KG」と呼ばれている。
英恵に好意を抱いている。
河西 瑞希（かさい みずき）
東帝大学附属高校2年。生徒会執行部会計委員長。
駆のクラスメイトで英恵の友人。クラスでは駆や敬司とよく関わっている。
日頃から関西弁を喋っており、声がデカイ。貧乳で、駆から密かに「バストロス」のコードネームを付けられている。
天勝 旭（ちよし あさひ）
東帝大学附属高校2年。16歳。生徒会執行部文化委員長。
駆と敬司の友人。駆の恋愛指南を真に受けており、彼の事を「駆先生」と呼んでいるが、駆より先にS童貞を卒業した。
岬 愛奈（みさき あいな）
東帝大学附属高校2年。帰宅部。
汐里のクラスメイトで、時々汐里に絡む。SX経験者で、同学年男子からSビッチとして知られている。
筒井 星奈（つつい せな）
東帝大学附属高校1年。16歳。バドミントン部。体育委員。
体育委員長である敬司の事が好きであり、敬司に告白した。

### 左手家
左手 宇宙ス（ひだりて コスモス）
左手家の長男。禍王スの双子の兄。東帝大学附属高校3年。帰宅部。
頭脳明晰、容姿端麗、運動神経抜群の完璧超人。雑学が得意で、周りによく雑学を披露している。
男性の友達も女性の友達も多い。
先代の生徒会執行部の生徒会長である。
運命の人を教えるメッセージを英恵に送ったり、駆のepo-Cにegg-45を感染させたりした張本人である。
左手 禍王ス（ひだりて カオス）
左手家の次男。宇宙スの双子の弟。東帝大学附属高校2年。陸上部。
本来駆達より1学年上であるが、2年時に留年した為、現在は2年生である。その為、駆と汐里を除く人物からは、「左手“先輩”」と呼ばれている。駆からは「禍王ス」、汐里からは「ヒダリー」と呼ばれている。
汐里に好意を抱いている。
運動神経が非常に良く、どんなスポーツもよくこなせる。一番得意なのはボクシングで、小さい頃からやっている。しかし非常に脳筋で、頭が致命的に悪い。
とてもよくモテる。しかし友達は一人も居ない。
エロ耐性が全く無い。
左手 彗（ひだりて すばる）
沙愛ん達の父。剛の同僚。epo-Cの開発に携わっていた。
egg-45で既に死亡している。

### 宙生家
宙生 千歳（そらお ちとせ）
駆の母。42歳。G-Marchant社epo-Cカスタマーセンター研究員。
息子の駆には辛辣で、汐里には優しい。
宙生 剛（そらお たける）
駆の父。彗の同僚。epo-Cの開発に携わっていた。
アプリ「SOL」の入った特別なepo-Cを駆に渡した。
egg-45で既に死亡しており、現在は、自動で動くお掃除ロボットに魂を移して生活している。
千歳は同じ大学の後輩であった。
駆がかつて頼りにしていた、ヤロー知恵袋の恋愛カテゴリーマスター「ぷらとん」氏の正体である。

### AI
nota（ノタ）
epo-Cに付属されている幼女型AIコンシェルジュ。
（駆のnota）
駆のepo-Cに付属されているnota。
自称世界で一番賢いAI。
NOIR（ノワール）
Egg-45ウイルスに付属されている幼女型のAIメッセンジャー。アイマスク型の仮面を付けている。

## 用語
epo-C（エポック）
作中で普及しているインプラント情報端末。右こめかみに超小型端末を注入シールを使って注入して使用する。注入時間は3分。2027年に発売され、2047年当時の日本での普及率が6割となっている。AIコンシェルジュが附属されている。
Sシステム（エスシステム）
epo-Cに搭載されているコミュケーションツール。人の意識をSというバーチャルリアリティーとして自在に歩き回ることが出来るシステム。言語化の難しい抽象的なアイデアをビジュアルとして抽出・提示することや理想の恋人を作って交流することなどが出来る。略称は「S（エス）」。
SX（エスエックス）
Sシステムでの性交渉。恋人同士がSで待ち合わせて性行為に及ぶこと。妊娠することもなく、S上での自作の恋人とも出来るために、若者が最も熱を上げているとされている。作中では、SX未経験の男子はS童貞と呼ばれている。
エポキャス
epo-Cを用いたライブ配信。
Egg-45ウイルス
駆のepo-Cが感染し、駆のSシステムを乗っ取ったコンピュータウイルス。附属しているAIメッセンジャーを通して駆と意思疎通をしている。

## 書誌情報
- 南部ゼロイチ 『S〔エス〕 －君と、彼女と、運命と』 TOブックス、全2巻
  1. 2017年5月1日発売、ISBN 978-4-8647-2572-9
  2. 2017年8月1日発売、ISBN 978-4-8647-2601-6